# Mailly-Maillet Communal Cemetery Extension
Le Mailly-Maillet Communal Cemetery Extension  (Extension du Cimetière Communal de Mailly-Maillet) est un cimetière militaire de la Première Guerre mondiale situé  sur le territoire de la commune de Mailly-Maillet, dans le département de la Somme, au nord-est d'Amiens. Un second cimetière militaire britannique est implanté sur le territoire de la commune: le Mailly Wood Cemetery.

## Localisation
Ce cimetière, qui jouxte le cimetière communal, est situé à 1 km au nord du village.

## Histoire

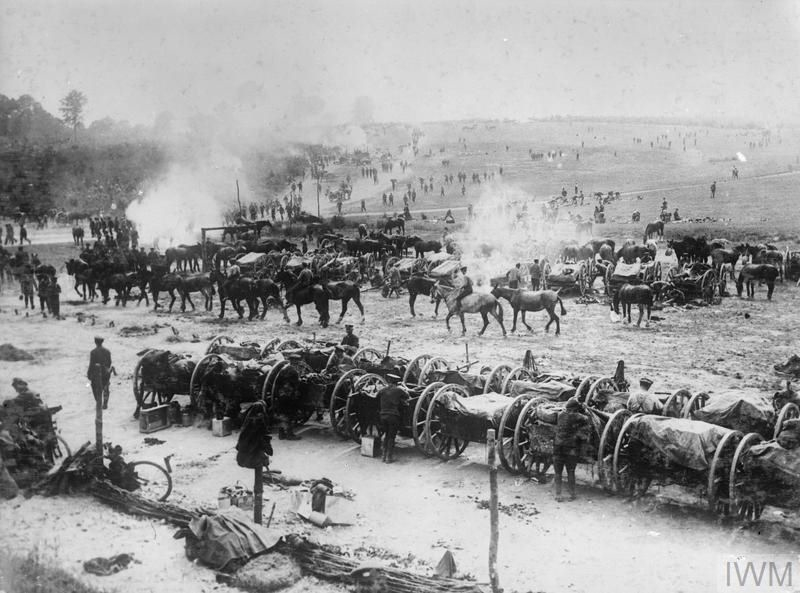
Un camp britannique derrière les lignes à Mailly-Maillet, juillet 1916. © IWM (Q 726).

Le secteur de Mailly-Maillet passe aux mains des britanniques à l'été 1915. Situé à proximité du front, de nombreux cimetières du Commonwealth sont aménagés dans le secteur.
L'extension a été commencée par des unités françaises (principalement du génie) en juin 1915. Les forces du Commonwealth ont relevé les Français ici en août 1915, et les ambulances de campagne et les unités combattantes ont continué à utiliser ce cimetière jusqu'en décembre 1916, puis à nouveau en mars-juillet 1918. 
Ce cimetière communal de Mailly-Maillet contient 126 sépultures de la Première Guerre mondiale
.

## Caractéristique
Ce cimetière a un plan rectangulaire très allongé de 65 m sur 15.
Il est entouré d'une haie d'arbuistes.
L'extension a été conçue par W C Von Berg

## Galerie

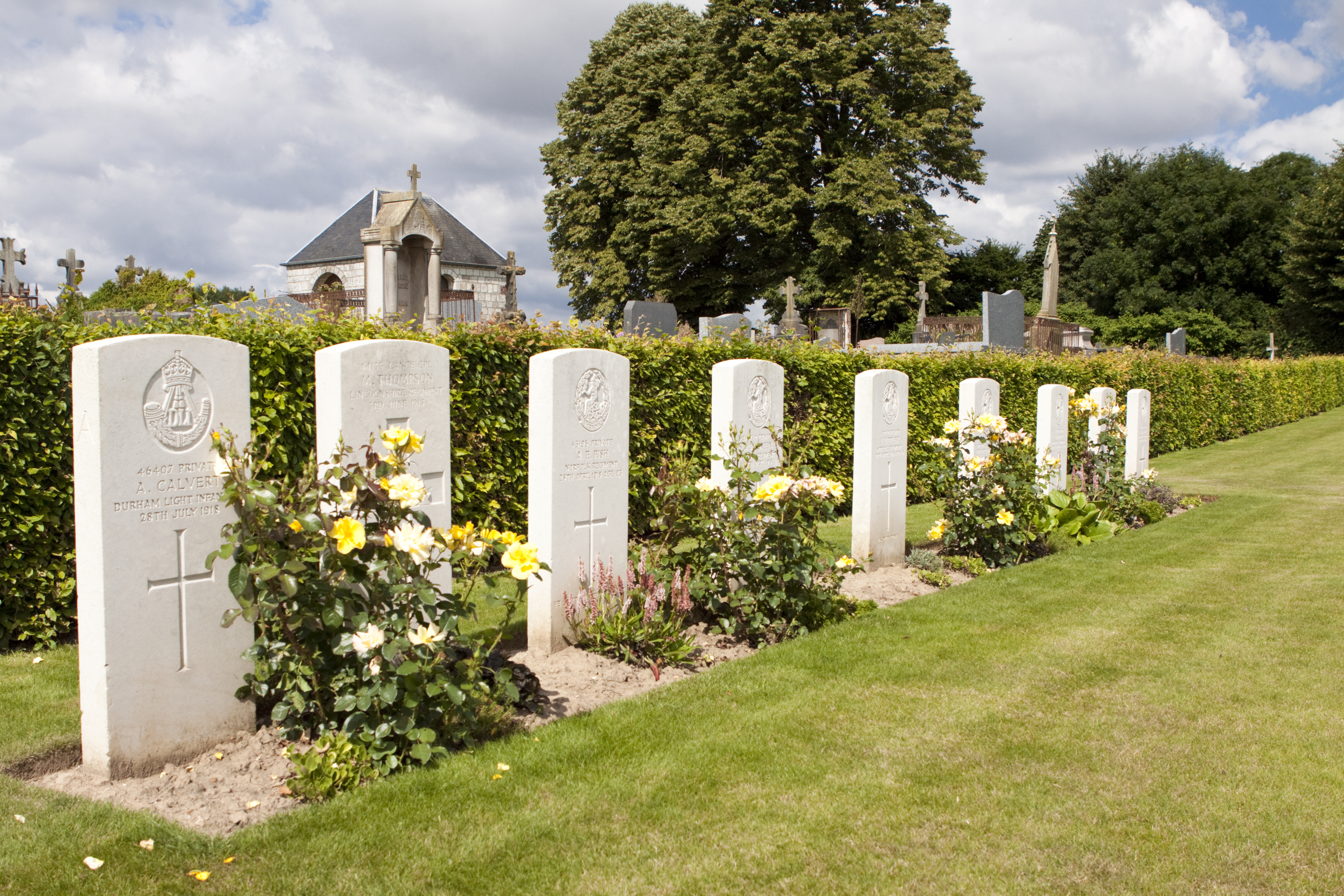
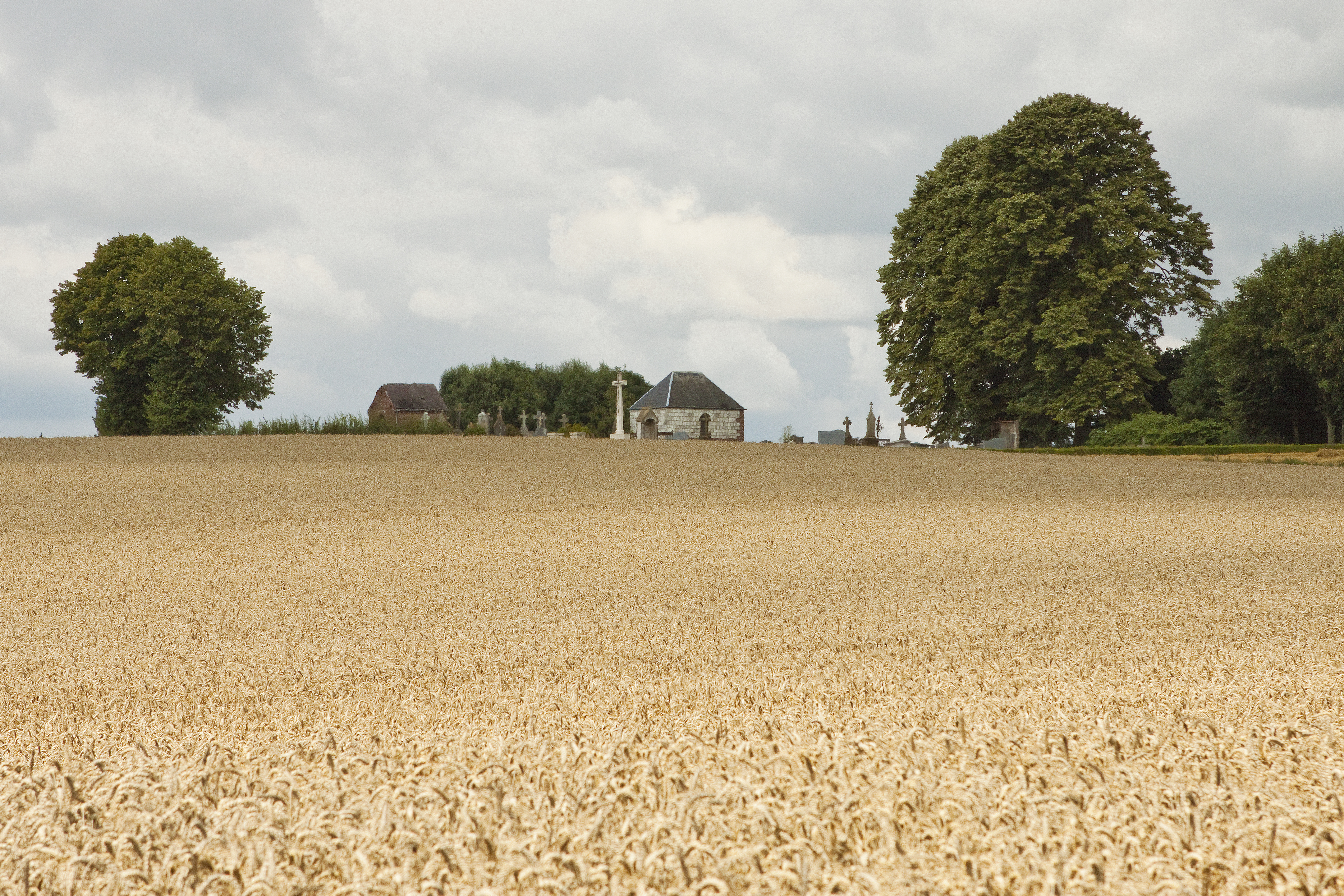
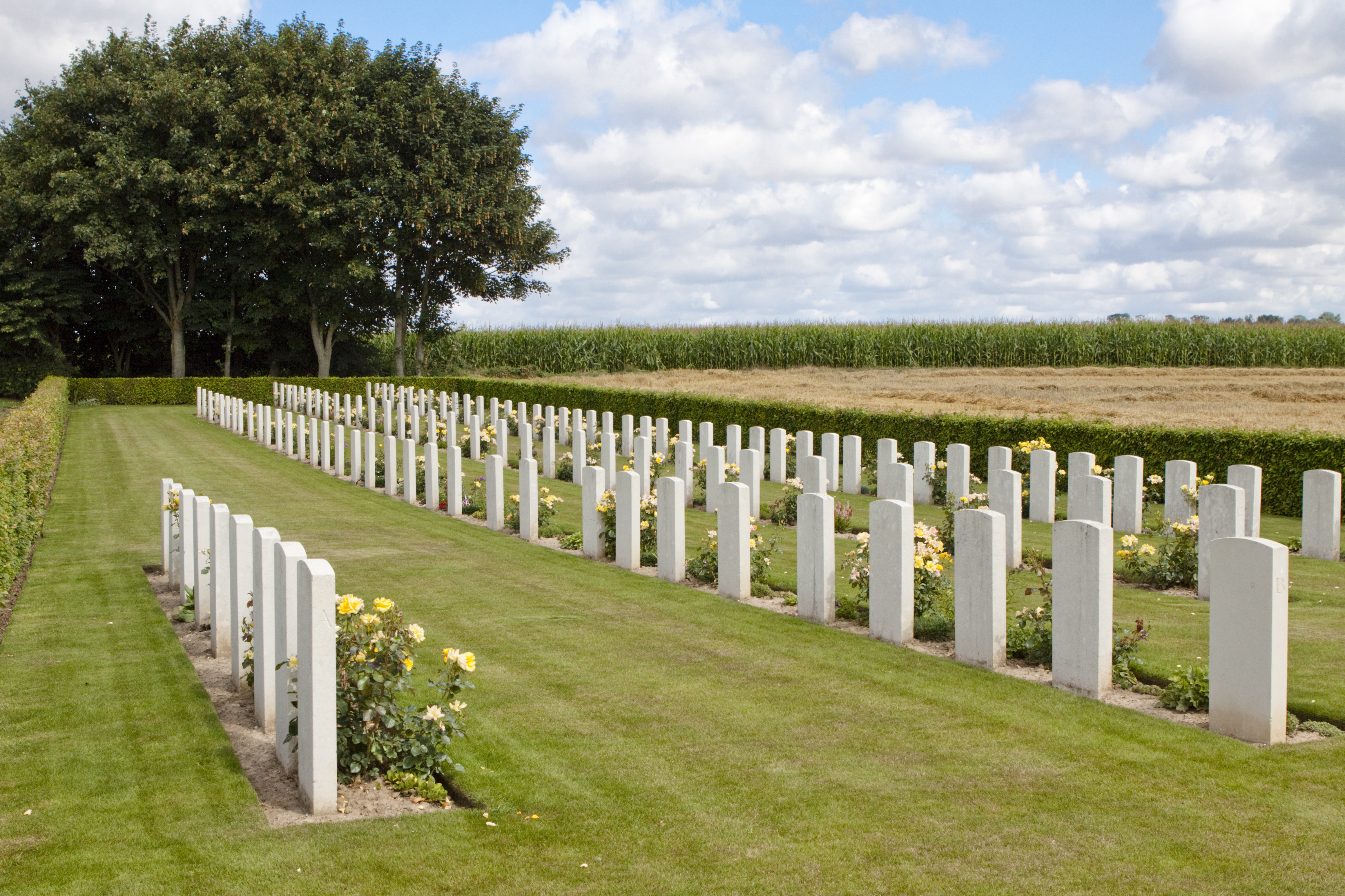
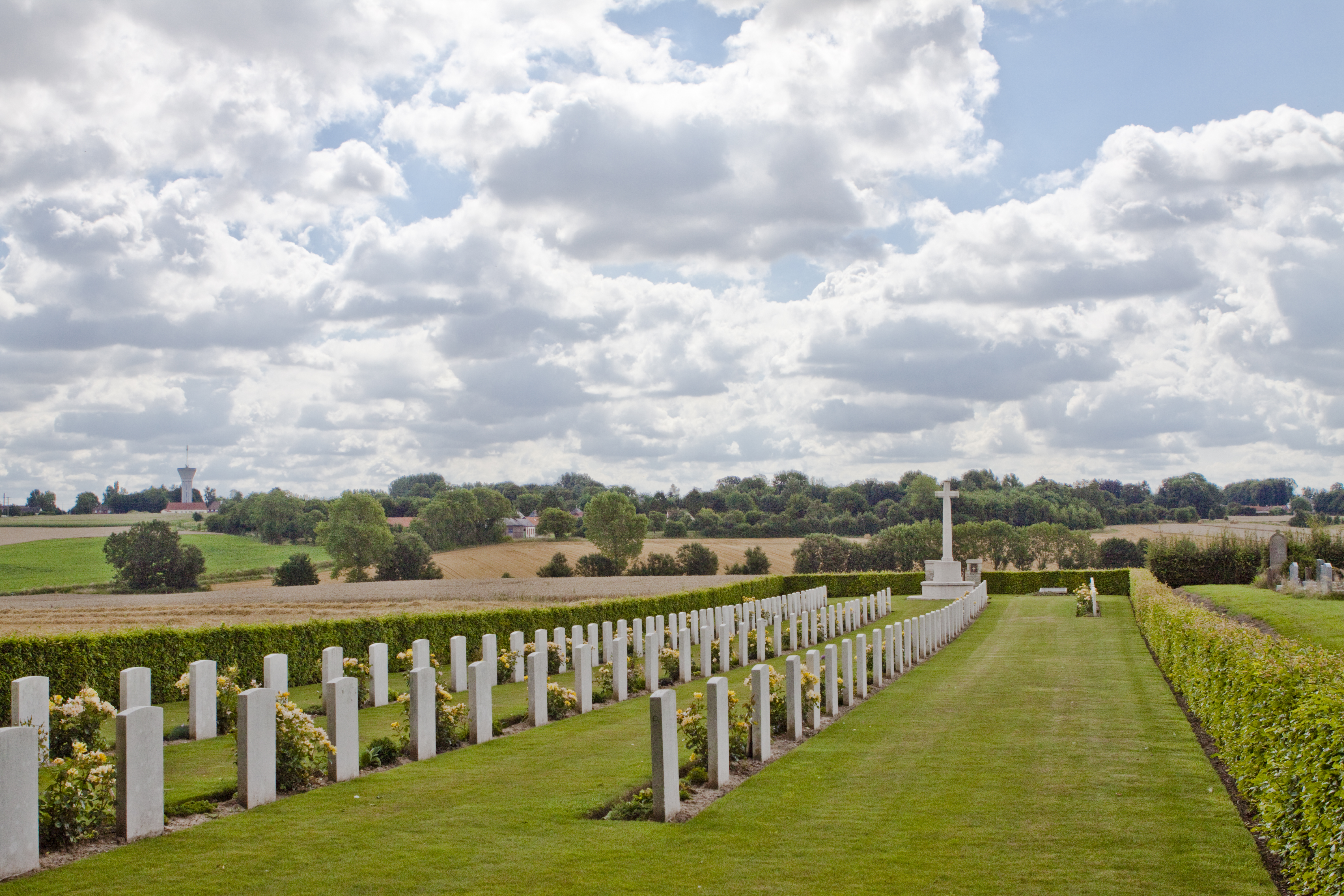

## Sépultures
| Pays             | Sépultures |
| ---------------- | ---------- |
| Royaume-Uni      | 122        |
| Nouvelle-Zélande | 3          |
| Canada           | 1          |
| Total            | 126        |